# Баргест
Барге́ст (англ. Barghest, Bargtjest, Bo-guest или Bargest) — мифическое существо из английского фольклора. Может выглядеть по-разному, но чаще всего принимает вид чёрного пса с горящими глазами, огромными когтями и клыками. Считается злым духом, приносящим несчастье и горе. Говорят, что по ночам он охраняет могилы своих хозяев от вандалов и прочих недобрых людей. Является разновидностью боги или буки (нечто вроде злобного гоблина).
Баргест появляется только по ночам. Он также охотится на капризных детей, пугая их. Спокойные и послушные дети его не волнуют. Может напугать до потери речи, а в некоторых случаях и до смерти.
Вопрос о происхождении слова остаётся утерянным. Согласно одной из версий, текущее название произошло от слиянии двух слов «burh» и «ghest», то есть городской призрак.

## Баргест в современной культуре
Существа, называемые баргестами или похожие на них упоминаются в литературе, фильмах и компьютерных играх:
- «Дракула»
- «Собака Баскервилей»
- «Ведьмак (игра)»
- «The Lord of the Rings Online»
- «OverKings»
- «Тёмный Эльф (трилогия)»
- «The Black Mirror»
- «Гарри Поттер и узник Азкабана»
- «Eve online»
- «Atlantica Online»
- «Kingdoms of Amalur: Reckoning»
- «Rim world (мод HSK)»
- «Overlord»
- «Ведьмак 3: Дикая Охота - Кровь и вино»
- «Хильда»
- «Ведьма́к»
- «Fate/Grand Order»